# 꼭지딴
"꼭지딴"은 1990년에 개봉한 대한민국의 액션 영화이다.

## 줄거리
혜지(최진실 분), 세민(정보석 분), 영석(박진성 분)은 어린 시절 고아원에서 형제처럼 지내던 사이였다. 혜지는 부잣집에 입양되고, 세민은 엄마를 찾기 위해 고아원을 나온다. 그로부터 16년이 흐른 뒤 세 사람은 각기 서로 다른 삶을 살아간다. 혜지는 기자가 되었고, 세민은 사람은 해치지 않으면서 부정한 재물을 훔쳐내는 의적 '도깨비'가 되었다. 한편 고학으로 대학을 수석 졸업한 영석은 사법시험 중 마지막 면접시험을 며칠 남겨둔 어느 날 홀연히 사라진다. 그후 영석은 행려병자, 거지, 저능아 등을 모아 돌보며 살아간다. 그런 영석에게 거지왕초라는 뜻의 '꼭지딴'이라는 별명이 붙는다. 혜지는 우연히 화제의 인물 '꼭지딴' 취재를 맡게 된다. 우여곡절 끝에 만나게 된 두 사람은 한 눈에 그리고 그리던 옛 친구임을 알고 감격의 눈물을 흘린다. 또한 아버지 김 회장과 함께 파티에 참석한 혜지는 그곳에서 보석을 노리고 잠입한 세민과의 만남에 깜짝 놀란다. 그야말로 십육년만에 세 사람은 각기 다른 모습으로 만나게 된 것이다. 이후 세 사람은 마약 밀매 사건에 연루되고 영석은 혜지와 세민을 구하려다가 목숨을 잃는다.

## 캐스팅
- 최진실 : 혜지 역[2]
- 정보석 : 세민 역[3]
- 박진성 : 영석 역
- 장세진 : 칠성 역
- 최종원
- 한규희 : 김 회장 역
- 이일재
- 손호균
- 신현준
- 원풍연

## 기타
- 혜지 역으로 배우 김혜수를 섭외하였으나 김혜수가 KBS 2TV "꽃 피고 새 울면"을 선택하면서 계약은 무산되었다.[4]